# 黄平华
黄平华（1960年—2013年12月9日），江西省赣县人，中华人民共和国政治人物。
毕业于江西冶金学院，后供职于马鞍山钢铁设计研究院。2004年，担任中冶华天副总经理、总经理；2009年12月，任中冶华天董事长。2013年因心脏病发去世。